# Булавобрюхи
Булавобрюхи, или кордулегастериды (лат. Cordulegastridae), — семейство стрекоз из подотряда разнокрылых.

## Распространение
Распространены всесветно. Все 8 видов, обитающих в Северной Америке, относятся к роду Cordulegaster.

## Описание
Глаза соприкасаются только в одной точке. Тело чёрное с металлическими пятнами.

## Классификация
В мировой фауне насчитывается 55 видов. В семейство включают следующие роды:
- Anotogaster Selys, 1854
  - в том числе Anotogaster sieboldii (Безушник Зибольда)
- Cordulegaster Leach, 1815
  - в том числе Cordulegaster bidentata (Булавобрюх двузубчатый); Cordulegaster boltonii (Кордулегастер кольчатый); Cordulegaster heros
- Neallogaster Cowley, 1934
- Sonjagaster Lohmann, 1992
  - в том числе Sonjagaster coronata (Булавобрюх увенчанный)